# David Margesson
Henry David Reginald Margesson (né le 26 juillet 1890 et mort le 24 décembre 1965), 1er vicomte Margesson, est un homme politique britannique, membre du Parti conservateur et particulièrement connu pour son rôle de Chief Whip dans les années 1930.